# ایجوش
ایجوش (به صربی: Iđoš) یک منطقهٔ مسکونی در صربستان است که در Kikinda Municipality واقع شده‌است. ایجوش ۲٬۱۷۴ نفر جمعیت دارد و ۸۳ متر بالاتر از سطح دریا واقع شده‌است.